# La Bazouge-des-Alleux
La Bazouge-des-Alleux – miejscowość i gmina we Francji, w regionie Kraj Loary, w departamencie Mayenne.
Według danych na rok 1990 gminę zamieszkiwało 261 osób, a gęstość zaludnienia wynosiła 14 osób/km² (wśród 1504 gmin Kraju Loary La Bazouge-des-Alleux plasuje się na 1015. miejscu pod względem liczby ludności, natomiast pod względem powierzchni na miejscu 608.).